# 珠海公交集团
珠海公共交通運輸集團有限公司，簡稱珠海公交集團（英語：Zhuhai Public Transport Group Company Limited），該集團前身是1989年成立的信禾運輸集團，於2009年7月與原珠海公汽、信禾運輸、海洲運輸、信禾物流等企業整合，重組成集團至今。集團總部位於中国广东省珠海市香洲區銀香路，共有員工1.1萬多人（2011年），是珠海市最大的陸路交通運輸企業。

## 下屬企業

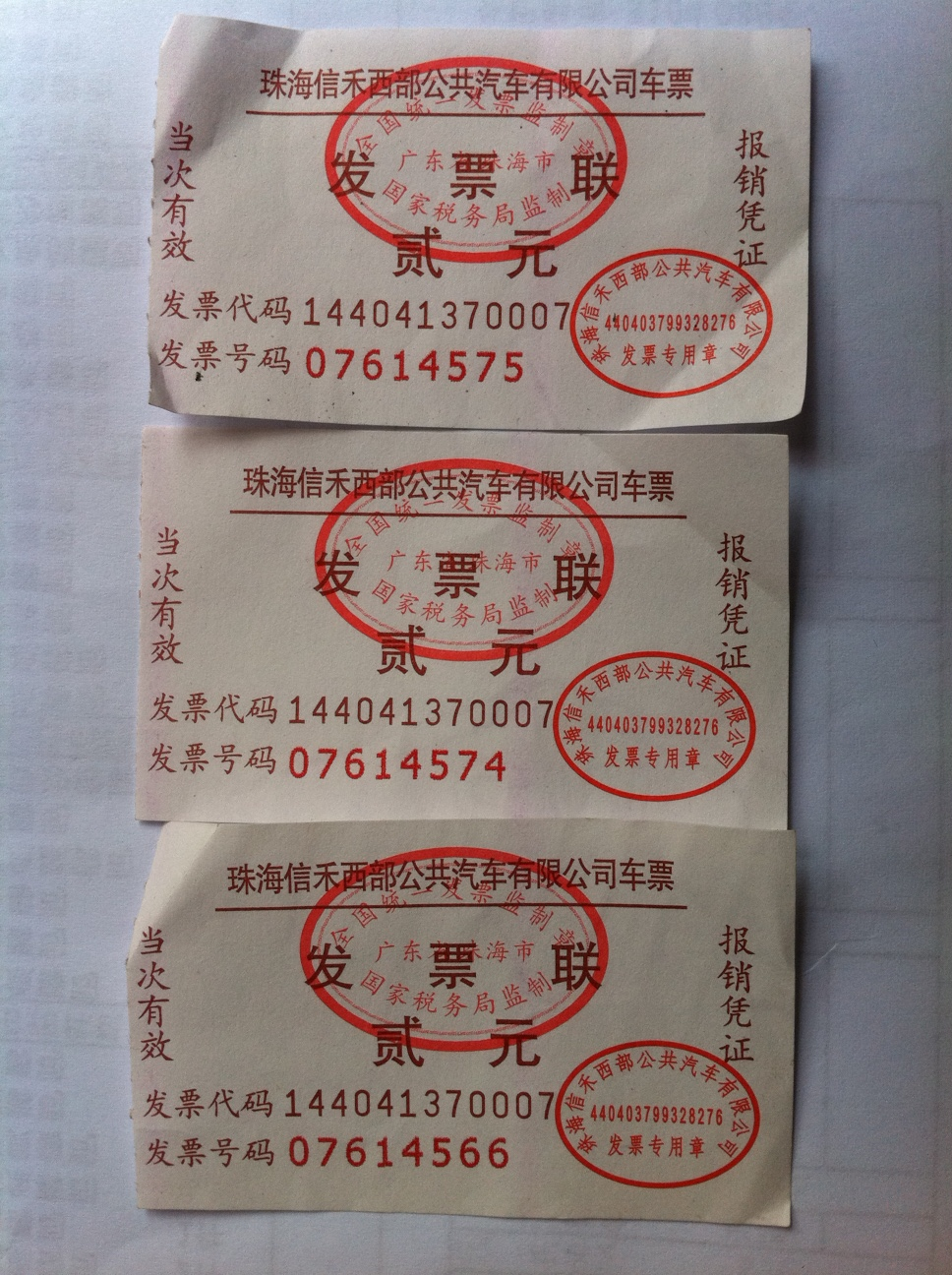
珠海公交車票

### 公交巴士
珠海公交巴士有限公司，簡稱珠海公交，由1979年7月成立的珠海市公共汽車公司和2001年成立的珠海信禾西部公共汽车有限公司合并而成。

### 柏宁出租车
珠海公交柏宁出租车有限公司，簡稱公交柏宁，於1997年成立，注册资本4800万元人民币。主要经营出租车经营管理及道路运输车辆综合性能检测等业务。

### 信禾长运
珠海公交信禾长运股份有限公司，簡稱信禾长运，前身是珠海信禾交通发展股份有限公司，於2001年9月成立。是珠海市唯一一家獲得由中華人民共和國交通部評定為二級（甲類）道路客運經營資質的企業，主營業務是道路運輸和站場管理經營。該公司下轄客運站有香洲長途汽車站、斗門汽車客運站、拱北通大客運站、南溪客運站、紅旗客運站、南水客運站和平沙客運站。

### 海洲运输
珠海公交海洲运输有限公司，簡稱海洲运输，前身是珠海海洲汽车运输实业有限公司，於1981年成立。2005年被中華人民共和國交通部評定為“国家道路旅客运输二级企业”。現主要以國內旅遊客運和包車業務為主。

### 文化传媒
珠海公交文化传媒有限公司，簡稱公交傳媒，於2009年由原珠海公交廣告和珠海信禾廣告整合而成。公司以經營車廂車身廣告及微信傳媒為主。

#### 物业物流
- 物流公司为珠海公交集团组建后由珠海市信禾物流有限公司、珠海信禾物业管理分公司、市公汽公司下属物业合并重组后成立的公交集团下属全资子公司，经营范围主要分为三大板块：仓储物流板块、物流园区板块、物业板块

#### 汽车维修
- 珠海公交汽车维修有限公司是隶属珠海公交运输集团的全资汽车维修企业。公司于2009年完成资源重组，将原市公共汽车公司的维修厂、车间与信禾汽车维修有限公司进行了整合，实现了优势互补。公司下设四个大型维修厂，另有六个分离维修车间，网点覆盖珠海香洲区、斗门区及金湾区。现有员工近700人，车辆年维修能力达20万台次，是政府机关、企事业单位公务车辆定点维修保养的首选对象，也是目前珠海市最大型的国有专业汽车维修企业。

#### 文化传媒
- 珠海公交文化传媒于2009年由原珠海公交广告有限公司和珠海信禾广告有限公司合并而成。公司现有员工21人。公司通过整合重组的契机，依托公交集团丰富的广告资源，集广告策划、创意设计、制作为一体的大型专业化、现代化广告公司

#### 培训学校
- 珠海公交柏宁职业技能培训学校前身是珠海市交通局培训中心，成立于1981年，现隶属于珠海市公共交通运输集团有限公司，是珠海市目前规模最大的全资国有的综合一类驾驶员培训机构。是广东省交通厅指定的道路运输从业资格和特殊工种培训基地，也是广东省劳动和社会保障厅认证的珠海市唯一一家汽车维修职业技能鉴定所，学校常年开设道路运输从业资格培训、职业技能培训、出租车上岗证培训、机动车驾驶员培训、企业内部员工培训等多个金牌专业

## 外部連結
- 集团網站（页面存档备份，存于）（简体中文）